# 王夢尹
王夢尹（？—？），字叔任，號恒陽、又号樂萃，别号陸澤，直隸真定府寧晉縣（今河北省寧晉縣）人，明末政治人物。萬曆己未進士，天啟間任給事中，奉旨出使朝鮮。崇禎間官至湖廣巡撫。

## 生平
少继仲父嗣，仲母高太恭人撫之如己出。戊午舉于乡，萬曆四十七年（1619年）联捷己未科進士。歷官山東臨淄縣、益都縣知縣，有官聲。天啟五年（1625年），授工科給事中，改兵科給事中。充副使随姜曰广出使朝鲜，回程途中巡视毛文龙皮岛驻兵，持肯定意见。为魏忠贤所銜，以事奪秩。
崇禎元年（1628年），復原職，升任工科右給事中，改戶科右給事中，弹劾張體乾等。崇禎二年（1629年），擔任太常寺少卿。崇禎五年（1632年），升任通政司右參議，再升左通政。告病歸里。癸酉冬，流寇蹂躏畿南，与知县汴梁曹公悉力守御，城賴以全。八年乙亥，寇逼楚，崇禎九年，以都察院右僉都御史銜，兼湖廣巡撫，参与剿抚李自成、张献忠亂軍。因战事不力，总督卢象昇战歿，王梦尹被免。回乡後，以诗文自娱，庚辰，詔起副都御史，協理都察院事，固辞不就。明亡不再出仕。年七十八卒，祀乡贤。

## 家族
曾祖王輔。祖王井。父王家幹。